# Friedland (1873)
«Фрідланд» спочатку мав стати версією броньованого фрегата типу «Осіо» із залізним корпусом, побудованого для французького флоту в 1870-х роках, але конструкція значно змінилася у ході тривалого будівництва. Названий на честь перемоги Франції в битві під Фрідландом в 1807 році.

## Конструкція
«Фрідланд» являв собою панцерник з центральною батареєю з озброєнням, зосередженим у центрі корабля. Як і більшість броненосців тої епохи, він був оснащена тараном у формі плуга. 
П'ять 100 мм водонепроникних перебірки ділили корпус на відсіки, хоча вони доходили лише до головної палуби.  У «Фрідланда» не було подвійного дна. Метацентрична висота корабля була невеликою, трохи вище 90 см.
Дві з гармат головного калібру були встановлені на барбетах на передньому закінченні батареї, решта розміщувалася у них. Гармати допоміжного калібру розміщувалися як на батарейній, так і на верхній палубі. Вже під час служби броненосець був додатково озброєний 8 37-мм револьверними гарматами Гочкіса для захисту від міноносців.

## Служба
Корабель провів більшу частину своєї кар’єри в середземноморській ескадрі та підтримав французьку окупацію Тунісу в 1881 році. Зокрема він обстрілював порт Сфакс.
Його виключили зі складу флоту 1902 році. 